# بلاتور ام‌ام‌ای
بلاتور ام‌ام‌ای (انگلیسی: Bellator MMA) شرکت تبلیغات ورزشی آمریکایی و از سازمان‌های هنرهای رزمی ترکیبی است، که در سال ۲۰۰۸ توسط بیورن ربنی تأسیس شد.